# Nokia N80
Nokia N80 je multimediální 3G smartphone od společnosti Nokia podporující vysokorychlostní UMTS/WCDMA připojení. Funkce zahrnují třímegapixelový fotoaparát s bleskem na zadní straně přístroje, přední kamerku pro videokonference, Wi-Fi (802.11g), Universal Plug and Play (UPnP), FM rádio, Bluetooth (1,2), hudební přehrávač, miniSD slot pro paměťovou kartu a podporu 3D Java her.
Vzhledem k tomu, že Nokia N80 podporuje paměťové karty a má velký displej, může fungovat jako přenosný multimediální přehrávač.
Nokia N80 pracuje s operačním systémem Symbian 9.1. Tato verze není zpětně kompatibilní se staršími verzemi tohoto operačního systému.
Zároveň je N80 první telefon na světě, který umožnil přenos mediálních souborů pomocí Wi-fi.

## Hlavní vlastnosti
| Vlastnosti              | Specifikace |
| ----------------------- | --- |
| Tvar                    | Slider |
| Platforma               | Series 60(S60) 3rd Edition                                                                                       |
| Operační Systém         | Symbian OS 9.1                                                                                                   |
| GSM frekvence           | 850/900/1800/1900                                                                                                |
| GPRS                    | Ano |
| EDGE                    | Ano |
| WCDMA                   | Ano |
| Hlavní displej          | 2.1 palcový QVGA, TFT, 262 tisíc barev, 352x416 pixelů                                                           |
| Fotoaparát              | 3 megapixely, dvacetinásobný digitální zoom, blesk, samospoušť, noční režim, držení jako fotoaparát, makro režim |
| Nahrávání videa         | Ano (Formát: MP4, 3GP. Maximální rozlišení: 352x288 pixelů 15fps.)                                               |
| Webový prohlížeč        | Ano. Plná verze prohlížeče Web browser                                                                           |
| Multimediální zprávy    | Ano |
| Video hovory            | Ano |
| Push to talk            | Ano |
| Podpora Javy            | Ano |
| Dostupná vnitřní paměť  | 47 MB |
| Slot na paměťové karty  | Ano, miniSD (vyjímatelné za běhu)                                                                                |
| Hudební přehrávač       | MP3/AAC/eAAC/eAAC+/WMA                                                                                           |
| Bluetooth               | 2.0 (A2DP) |
| Infračervený port       | Ano |
| Podpora datového kabelu | Ano |
| E-mail klient           | Ano |
| Baterie                 | Li-Ion 860 mAh                                                                                                   |
| Váha                    | 134 g |
| Rozměry                 | 96 × 50 × 26 mm                                                                                                  |

### Recenze
- Vyčerpávající test Nokie N80
- Povedená recenze
- Další povedená recenze Nokie N80